# إيثان روس (لاعب كرة قدم)
إيثان روس (بالإنجليزية: Ethan Ross)‏ هو لاعب كرة قدم بريطاني في مركز حراسة المرمى، ولد في 6 مارس 1997 في أشينغتون ‏ في المملكة المتحدة. لعب مع كولتشستر يونايتد.

## وصلات خارجية
- إيثان روس (لاعب كرة قدم) على موقع قاعدة بيانات كرة القدم.إي يو (الإنجليزية)
- إيثان روس (لاعب كرة قدم) على موقع Soccerbase.com (لاعب) (الإنجليزية)